# Odder Å
Odder Å er en ca. 16 kilometer lang å der har sit udspring 55°56′52.65″N 10°3′9.58″Ø / 55.9479583°N 10.0526611°Ø i syd for Tornsbjerg Skov, øst for Hovedgård og hovedsageligt løber mod øst og nordøst, gennem Odder by, og munder ud i vestenden af Norsminde Fjord.
Fra udspringet løber den først mod nord gennem Tornsbjerg Skov, hvor den svinger mod øst forbi Fillerup, hvor der har været flere vandmøller og et savværk. Videre løber Odder Å forbi herregården Rathlousdal, hvor der lå en helligkilde og karpedamme; herregårdslandkabet omkring Rathlousdal er fredet. Efter flere oversvømmelser i Odder, blev Rathlousdaldæmningen bygget af jord i 2020 for at forsinke regnvand inden Odder, men en oversvømmelse skyllede jorden væk i oktober 2023. I september 2024 var jernspunsvægge sat i for at sikre vandet.
Åen løber gennem det centrale Odder, forbi den gamle Odder Vand- og Dampmølle, der i dag rummer Odder Museum, forbi rådhuset, og i den østlige del svinger den mod nord, hvor den i den nordøstlige ende af byen får tilløb af Stampemølle Bæk fra øst. Videre mod nordøst får den, lige syd for landsbyen Assedrup, tilløb af Rævså fra syd. Odder Å svinger efterhånden mere mod øst, og her har den et tilløb fra venstre side i form af det lille vandløb, Fiskbæk. Derefter løber åen ud i bunden af Norsminde Fjord, der har udløb i Kattegat ved Norsminde.